# Fátima Blázquez
María Fátima Blázquez Lozano, née le 14 mai 1975 à Salamanque, est une ancienne coureuse cycliste espagnole.

## Palmarès sur route
- 1994
  - 2e du championnat d'Espagne sur route
- 1995
  - Tour de Navarre
- 1996
  - 2e du Tour de Navarre
  - 2e de San Miguel Saria
- 1997
  - 4e aux championnats d'Europe espoirs
- 2000
  - 2e étape de Emakumeen Euskal Bira
- 2003
  - GP San Isidro
- 2004
  - 2e du championnat d'Espagne sur route
  - 3e du GP San Isidro
- 2005
  - 2e du GP San Isidro
- 2008
  - 2e du championnat d'Espagne sur route

### Grands tours

#### Tour d'Italie
8 participations
- 1996 : 9e
- 1997 : 27e
- 1998 : 30e
- 1999 : 22e
- 2000 : 27e
- 2001 : 23e
- 2002 : 52e et la 9e étape
- 2003 : 66e

#### La Grande Boucle
4 participations
- Tour cycliste féminin
  - 1995 : 20e
  - 1997 : 21e
- La Grande Boucle
  - 1999 : 48e
  - 2001 : 20e

## Palmarès en VTT
- 2005
  - 3e du championnat d'Espagne de VTT marathon